# Wilber Sánchez
Wilber Alejandro Sánchez Ramírez (Managua, 20 ottobre 1979) è un ex calciatore nicaraguense, di ruolo attaccante.

## Caratteristiche tecniche
Era un'ala destra.

## Carriera

### Club
Ha cominciato a giocare al Barrio Cuba Inter. Nel 2002 è passato al Walter Ferreti. Nel 2004 si è trasferito al Parmalat. Nel 2005 è stato acquistato dal Masatepe. Nell'estate 2006 si è trasferito al Real Estelí. Nel gennaio 2007 è passato al San Salvador. Nell'estate 2007 è stato acquistato dall'América Managua. Nel 2008 è passato al Walter Ferreti. Nel 2010 si è trasferito al Real Estelí con cui, nel 2014, ha concluso la propria carriera.

### Nazionale
Ha debuttato in Nazionale nel 2004. Ha partecipato, con la Nazionale, alla Gold Cup 2009. Ha collezionato in totale, con la maglia della Nazionale, 17 presenze.

## Palmarès

### Club

#### Competizioni nazionali
- Primera División de Nicaragua: 5

Walter Ferreti: 2009-2010
Real Estelí: 2010-2011, 2011-2012, 2012-2013, 2013-2014